# STS-51-C
La STS-51-C è una missione spaziale del programma Space Shuttle.
È stata la prima missione compiuta per conto del Dipartimento della Difesa statunitense, in virtù di ciò molte informazioni sul volo e sul carico sono segretate. Lo shuttle Discovery ha poi terminato la missione atterrando, per la quarta volta dall'inizio del programma, al Kennedy Space Center in Florida.

## Equipaggio
- Comandante: Ken Mattingly (3)
- Pilota: Loren Shriver (1)
- Specialista di missione 1: Ellison S. Onizuka (1)
- Specialista di missione 2: James Buchli (1)
- Specialista del carico utile: Gary E. Payton (1)

Tra parentesi il numero di voli spaziali completati da ogni membro dell'equipaggio, inclusa questa missione.

## Parametri della missione
- Massa:
  - Carico utile: circa 3.000 kg (satellite Magnum ELINT poi messo in orbita geostazionaria)
  - Booster: circa 18.000 kg
- Perigeo: 332 km
- Apogeo: 341 km
- Inclinazione: 28,5°
- Periodo: 1 ora, 31 minuti e 18 secondi

## Correlazioni con il disastro delChallenger
Quasi un anno dopo questa missione (STS-51-C), avvenne il disastro dello Space Shuttle Challenger in cui perse la vita anche Ellison Onizuka, membro dell'equipaggio di entrambe le missioni. Durante le indagini sull'incidente la Commissione Rogers scoprì che, durante il recupero degli SRB dopo il lancio della STS-51-C, gli O-ring di entrambi i razzi furono quasi del tutto bruciati e per pochissimo tempo il Discovery non rischiò la stessa catastrofe del Challenger. Questa informazione si rivelò preziosa per le indagini poiché, in entrambe le missioni, le temperature ambientali furono molto basse e questa fu la causa principale della debolezza degli O-ring che portò all'incidente